# Чемпионат Европы по академической гребле 1965
Чемпионат Европы по академической гребле 1965 года прошёл в городе Дуйсбург (ФРГ). Сначала с 20 по 22 августа прошли женские соревнования, в ходе которых 36 экипажей из 12 стран разыграли 5 комплектов наград. Потом с 26 по 29 августа был проведён мужской турнир, 89 экипажей из 22 стран выявили сильнейших в 7 дисциплинах. Чемпионат носил статус открытого, и кроме гребцов из европейских стран в нём участвовали представители государств, расположенных на других континентах. 

## Немецкое участие
Международная федерация гребного спорта (FISA) не признавала Восточную Германию страной и настаивала на том, чтобы на одну дисциплину приходился один немецкий экипаж. В июне 1965 года Федерация гребли ГДР в седьмой раз подала заявку о признании её независимым государством. На конгрессе, состоявшемся в Дуйсбурге перед соревнованиями среди мужчин, было недостаточно времени на принятие решения по этому вопросу, поэтому президент FISA Томас Келлер сказал, что он будет обсуждаться на внеочередном конгрессе, который предстоял в ноябре в Вене, и что он лично не считает это проблемой.
Восточногерманские гребцы не участвовали в этом чемпионате. Хелена Смалман-Смит, которая ведёт веб-сайт по английской женской гребле, выдвигает две теории о причинах их отсутствия: «вероятность побега на соревнованиях в Западной Германии» и «нежелание, чтобы восточногерманские спортсмены видели, насколько более процветающей является жизнь на Западе».

## Итоги женских соревнований

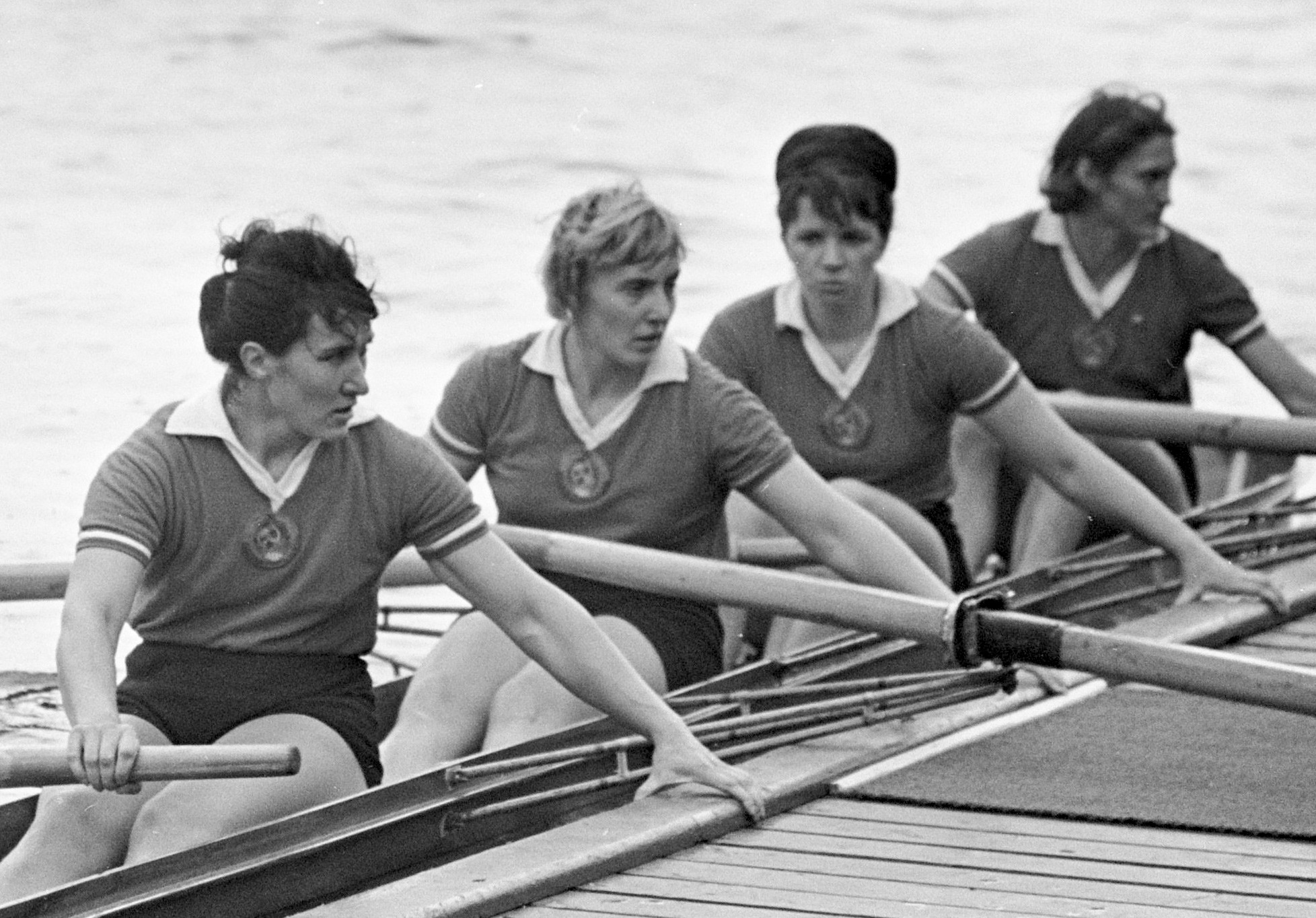
Советская женская четвёрка завоевала золото

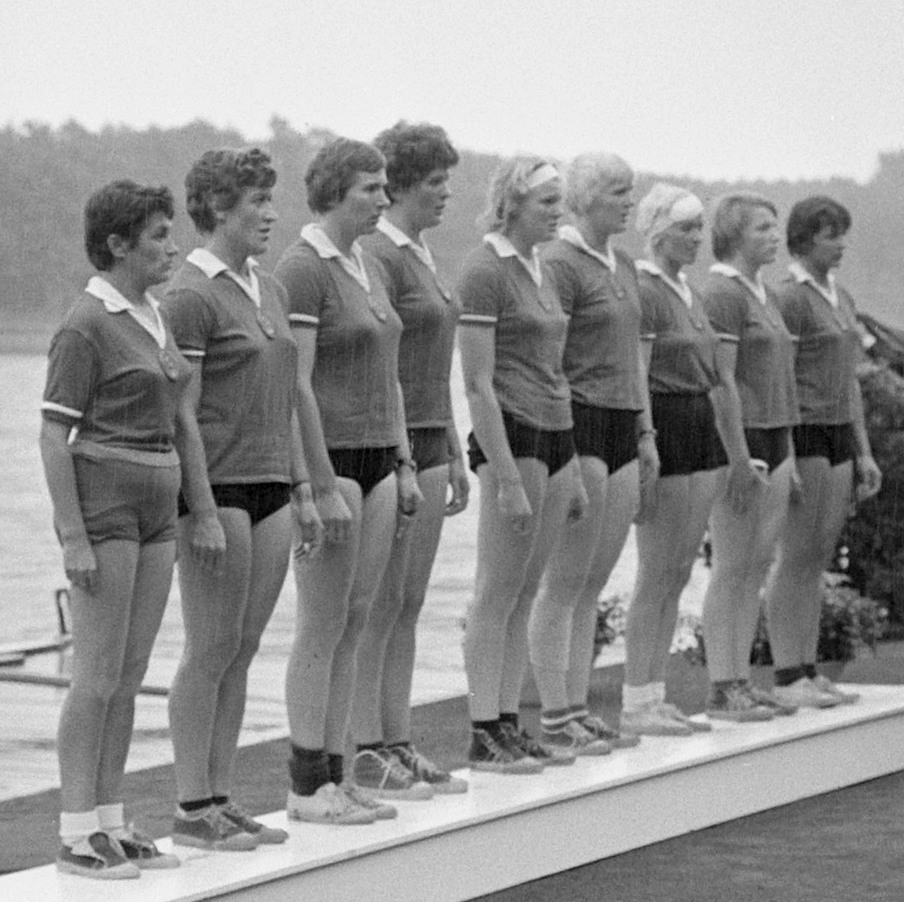
В отличие от предыдущего года, советская женская восьмёрка выиграла главный приз

Финалы среди женщин состоялись 22 августа.
| Дисциплина | Золото | Золото  | Серебро | Серебро | Бронза | Бронза  |
| ---------- | --- | ------- | --- | ------- | --- | ------- |
| W1x        | СССР · Галина Константинова | 3:42,20 | Франция · Рене Камю | 3:43,06 | Венгрия · Анна Домонкош | 3:44,13 |
| W2x        | СССР · Майя Кауфмане · Дайна Швейц | 3:25,56 | Чехословакия · Алена Постлова · Магдалена Шарбохова | 3:28,53 | ФРГ Аннемари Руппрехт Кристль Шмидт-Ленерт | 3:33,84 |
| W4x+       | Венгрия · Мария Пекановиц · Жужа Саппанош · Агнеш Шаламон · Мария Фекете · Маргит Коморник (р)                                                                                      | 3:21,15 | СССР · Айно Милодан · Нелли Чернова · Раиса Коротаева · Вера Белоусова · Тамара Гронь (р)                                                                              | 3:21,52 | Чехословакия · Ева Крибусова · Светла Гудечкова · Ярослава Ежкова · Вера Гайкова · Вера Душакова (р)                                                              | 3:22,50 |
| W4+        | СССР · Галина Селифанова · Наталья Максимова · Лариса Петрутик · Валентина Скворцова · Валентина Туркова (р)                                                                        | 3:26,63 | Румыния · Ана Тамаш · Флорика Гьюзеля · Дойна Бэлаша · Эмилия Ригард · Штефания Борисов (р)                                                                            | 3:29,37 | Чехословакия · Марта Шпринглова · Ярмила Колоушкова · Венцеслава Михалова · Юлия Суха · Вера Калоусова (р)                                                        | 3:30,91 |
| W8+        | СССР · Алла Переворухова · Ирена Бачюлите · София Коркутите · Леокадия Семашко · Алдона Маргените · Алдона Чюкшите · Станислава Бубулите · Рита Тамашаускайте · Нина Грищенкова (р) | 3:08,13 | Нидерланды · Мис Бернелот-Мунс · Йоке Хёйсман · Гюда Корнелиссе · Града Тёйтерт · Авалин Мейнарди · Сюнси Стоффелс · Аннеко де Бур · Анди Босх · Виллемейн де Йонг (р) | 3:11,71 | Румыния · Мария Форся · Мария Хубля · Вьорика Жива · Штефания Ионеску · Луча Гэнеску · Юлиана Булуджою · Флорика Гьюзеля · Марьяна Лимпеде · Штефания Борисов (р) | 3:14,57 |

## Итоги мужских соревнований

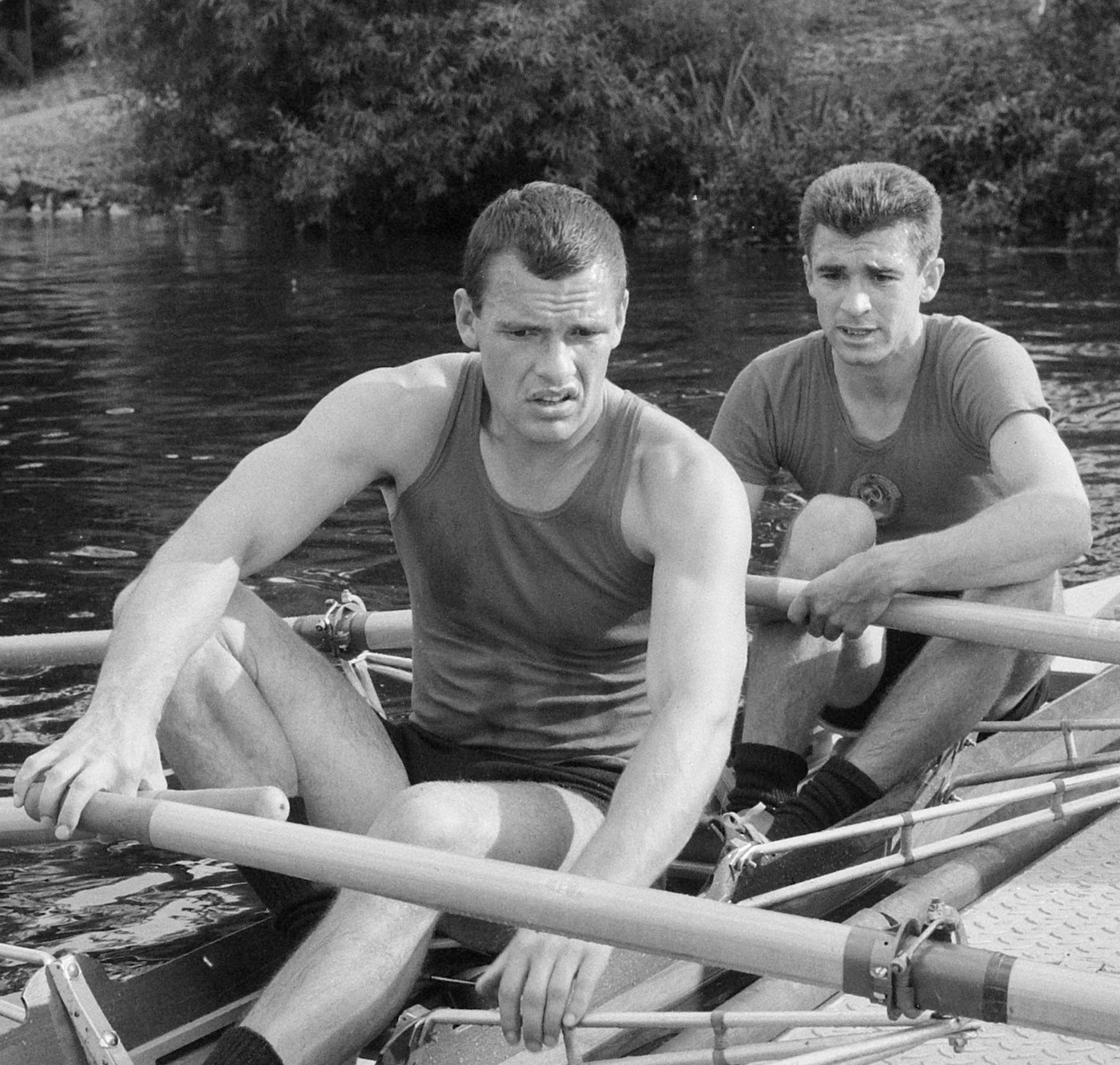
Советские гребцы Олег Тюрин и Борис Дубровский завоевали серебро в классе двоек парных

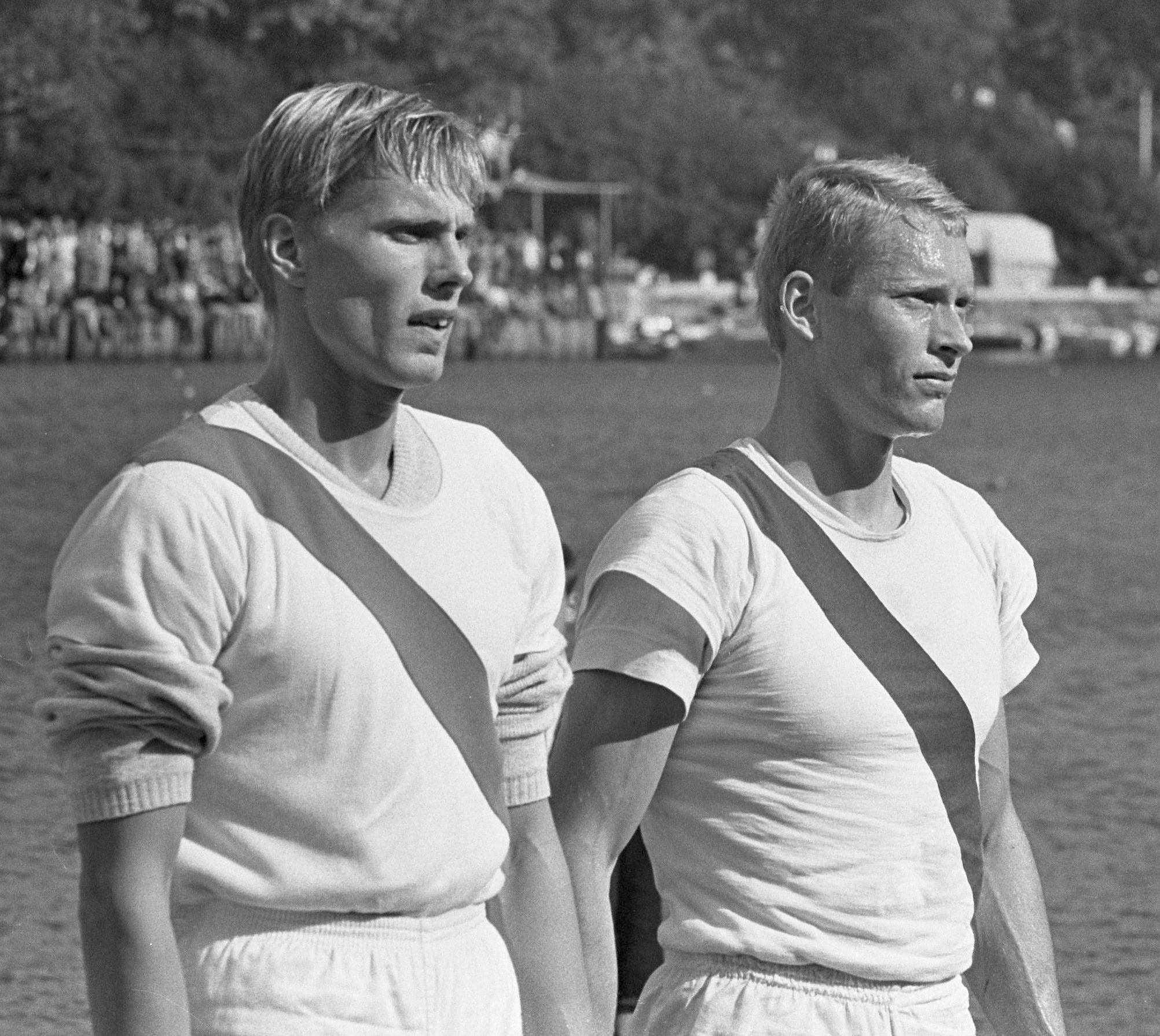
Датчане Петер Кристиансен и Ханс Бойе стали победителями в классе двоек распашных без рулевого

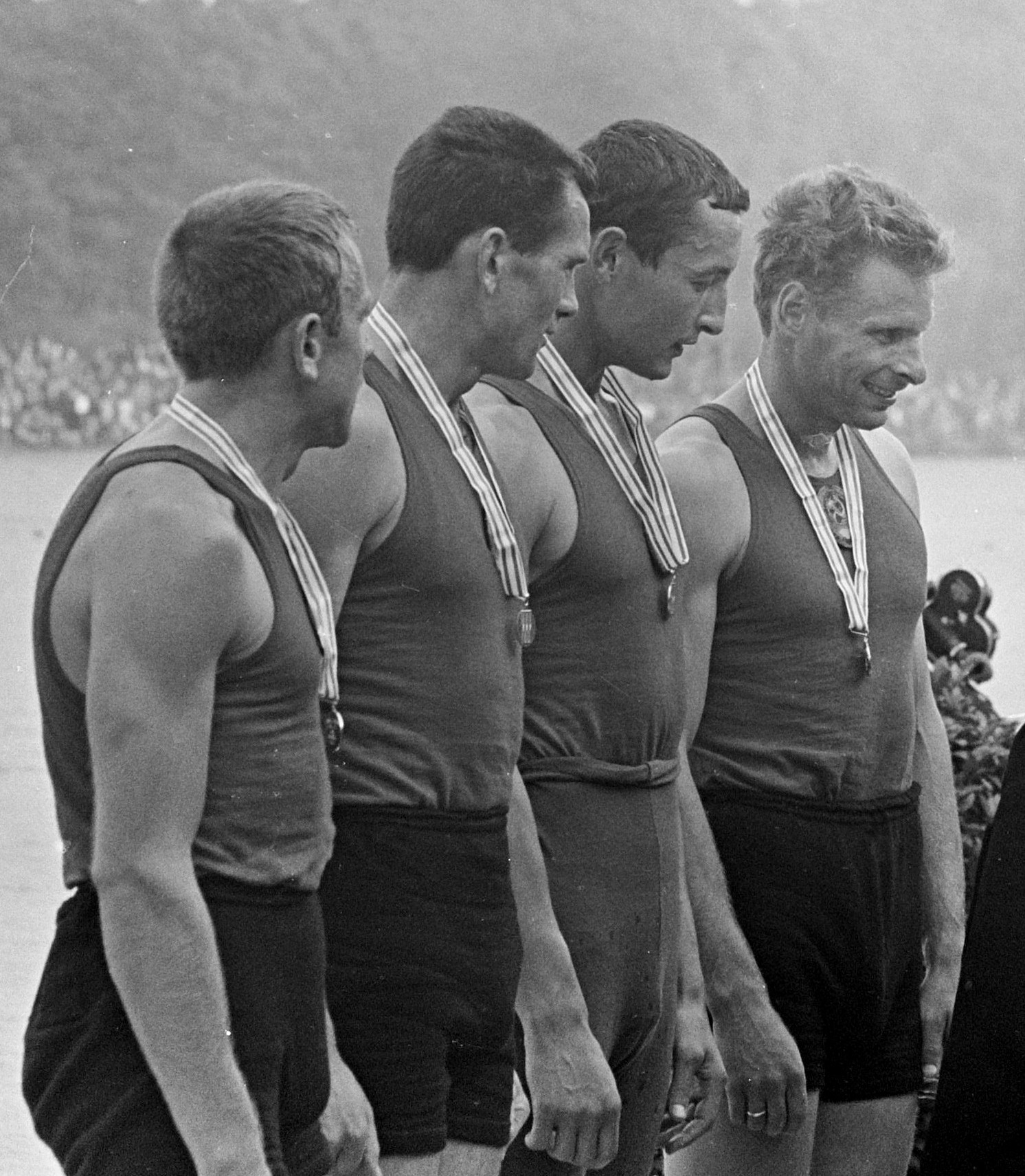
Советская четвёрка без рулевого выиграла золото

Регата среди мужчин прошла с 26 по 29 августа. Советский Союз был единственной страной, которая имела лодки во всех финалах.
| Дисциплина | Золото | Золото  | Серебро | Серебро | Бронза | Бронза  |
| ---------- | --- | ------- | --- | ------- | --- | ------- |
| M1x        | ФРГ Йохен Майснер | 7:42,10 | СССР · Анатолий Сасс | 7:43,35 | Нидерланды · Хенри Винесе | 7:45,59 |
| M2x        | Швейцария · Мельхиор Бюргин · Мартин Штудах                                                                                              | 7:06,42 | СССР · Олег Тюрин · Борис Дубровский | 7:08,83 | Чехословакия · Ярослав Геллебранд · Петр Кратки                                                                                                  | 7:11,02 |
| M2-        | Дания · Петер Кристиансен · Ханс Йёрген Бойе                                                                                             | 7:29,32 | Австрия · Дитер Лозерт · Дитер Эбнер | 7:34,21 | СССР · Анатолий Фёдоров · Юрий Суслин | 7:36,55 |
| M2+        | СССР · Леонид Раковщик · Николай Сафронов · Игорь Рудаков (р)                                                                            | 7:54,63 | Италия · Примо Баран · Ренцо Самбо · Джорджо Конте (р) | 7:56,79 | Нидерланды · Лекс Винтер · Хадриан Ван Нес · Родерик Рейндерс (р)                                                                                | 7:58,11 |
| M4-        | СССР · Владимир Стерлик · Антанас Багдонавичюс · Зигмас Юкна · Йозас Ягелавичюс                                                          | 6:50,99 | ФРГ Детлеф Дамбольдт Вольфганг Хоттенротт Михаэль Шван Луц Ульбрихт                                                                                               | 6:58,14 | Швейцария · Николя Гобе · Петер Боллигер · Вальтер Вайерсмюллер · Адриано Боссхард                                                               | 7:00,76 |
| M4+        | СССР · Владимир Евсеев · Анатолий Ткачук · Борис Кузьмин · Виталий Курдченко · Анатолий Лузгин (р)                                       | 7:05,18 | ФРГ Петер Кун Петер Гертель Ульрих Лун Рюдигер Хеннинг Уве Тромплер (р)                                                                                           | 7:08,13 | Чехословакия · Ян Штефан · Ярослав Староста · Отакар Маречек · Вацлав Козак · Арношт Пойсль (р)                                                  | 7:10,00 |
| M8+        | ФРГ Клаус Эффке Ханс-Юрген Валльбрехт Юрген Шрёдер Дагоберт Томечек Клаус Беренс Кристиан Прай Дирк Шрайер Хорст Майер Петер Нихузен (р) | 6:26,33 | СССР · Юрий Алёхин · Юрий Ходоров · Аркадий Кудинов · Александр Мартышкин · Гунтис Ниедра · Эльмар Рубинс · Михаил Махонов · Андрис Приедитис · Виктор Михеев (р) | 6:27,47 | США · Уильям Стоу · Фарго Томпсон · Харольд Бадд · Джон Абеле · Тони Джонсон · Стэнли Квиклински · Хью Фоли · Джозеф Эмлонг · Роберт Зимоньи (р) | 6:30,08 |

## Командный зачёт

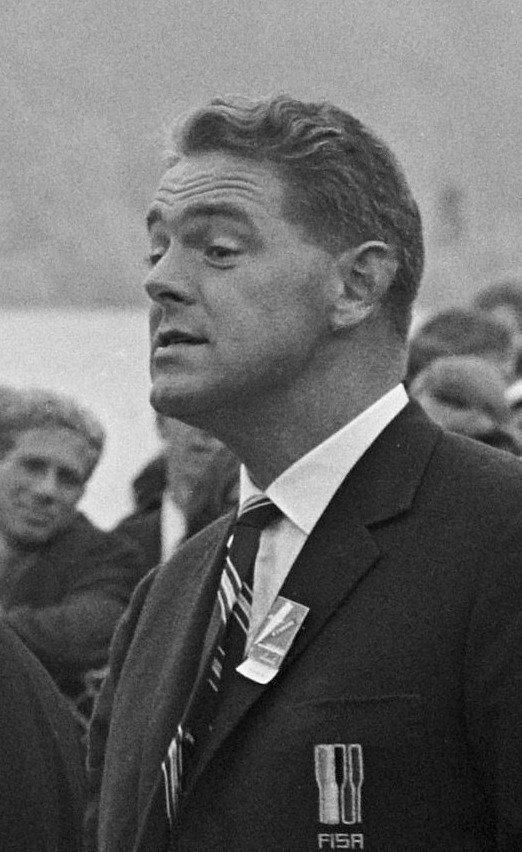
Медали вручал президент FISA Томас Келлер

В таблице приведены совокупные результаты для мужчин и женщин. Абсолютным победителем стал Советский Союз с семью золотыми медалями, за которым следует Западная Германия с двумя золотыми медалями. Советскому Союзу удалось завоевать медали во всех 12 классах лодок. 
| Место | Страна       | Золото | Серебро | Бронза | Всего |
| ----- | ------------ | ------ | ------- | ------ | ----- |
| 1     | СССР         | 7      | 4       | 1      | 12    |
| 2     | ФРГ          | 2      | 2       | 1      | 5     |
| 3     | Венгрия      | 1      | 0       | 1      | 2     |
| 3     | Швейцария    | 1      | 0       | 1      | 2     |
| 5     | Дания        | 1      | 0       | 0      | 1     |
| 6     | Чехословакия | 0      | 1       | 4      | 5     |
| 7     | Нидерланды   | 0      | 1       | 2      | 3     |
| 8     | Румыния      | 0      | 1       | 1      | 2     |
| 9     | Австрия      | 0      | 1       | 0      | 1     |
| 9     | Италия       | 0      | 1       | 0      | 1     |
| 9     | Франция      | 0      | 1       | 0      | 1     |
| 12    | США          | 0      | 0       | 1      | 1     |
| Всего | Всего        | 12     | 12      | 12     | 36    |

 Страна — хозяйка соревнований